# Megaselia claudia
Megaselia claudia är en tvåvingeart som beskrevs av Borgmeier 1967. Megaselia claudia ingår i släktet Megaselia och familjen puckelflugor. Inga underarter finns listade i Catalogue of Life.